# Pavant
Pavant je francouzská obec v departementu Aisne v regionu Hauts-de-France. Žije zde 755 obyvatel.

## Poloha obce
Obec leží na jihu departementu Aisne u hranic s departementem Seine-et-Marne, zároveň tedy i u hranic regionu Hauts-de-France s regionem Île-de-France.

### Sousední obce
| Růžice kompasu |                             | Charly-sur-Marne |                 | Růžice kompasu |
| Růžice kompasu | Citry (Seine-et-Marne)      | Sever            | Nogent-l'Artaud | Růžice kompasu |
| Růžice kompasu | Citry (Seine-et-Marne)      | Pavant           | Nogent-l'Artaud | Růžice kompasu |
| Růžice kompasu | Citry (Seine-et-Marne)      | Jih              | Nogent-l'Artaud | Růžice kompasu |
| Růžice kompasu | Bassevelle (Seine-et-Marne) |                  |                 | Růžice kompasu |